# Basòdino
Basòdino je s nadmořskou výškou 3 272 metrů nejvyšší hora Tessinských Alp. Leží v severní části pohoří, na hranici Itálie a Švýcarska, v regionu Piemont a kantonu Ticino. Části hory jsou pokryté ledovcem.
Basòdino leží na západním konci údolí Val Bavona, přibližně 40 kilometrů severozápadně od Locarna.